# Ali ibne Abedalá ibne Alabás
Ali ibne Abedalá ibne Alabás ibne Abedal Motalibe (em árabe: علي بن عبد الله بن العباس بن عبد المطلب; romaniz.: Ali ibn Abdallah ibn al-Abbas ibn Abd al-Muttalib; ca. 661–ca. 736) foi um ancestral dos abássidas. Era neto de Alabás ibne Abedal Motalibe e avô dos primeiros dois califas abássidas Açafá e Almançor.

## Vida
Ali era o filho mais novo de Abedalá ibne Alabás, primo do profeta Maomé, e Zurá binte Misrá, filha de um dos "quatro reis" dos quinditas. Segundo a tradição, nasceu na noite exata em que ocorreu o assassinato de Ali (falecido em 661), mas também existem fontes alternativas que contestam o ano de seu nascimento. Já adulto, acabou entrando em conflito com o governo omíada durante o reinado de Ualide I (r. 705–715), que ordenou que fosse açoitado e banido da capital Damasco. Posteriormente, se mudou para a província de Axarate, na fronteira entre a Palestina e Arábia, e fixou residência na vila de Humaima, estabelecendo aquele lugar como o novo quartel-general da família abássida. Morreu em Humaima em 735-6 ou no ano seguinte, quando seu filho Maomé já havia assumido a liderança da família e do esforço de propaganda abássida.

## Características e filhos
Ali é descrito como um homem bonito, de grande estatura e complexão clara, com cabelos tingidos de preto, barba comprida e careca escondida por um boné. Era considerado extremamente piedoso e dizia-se que orava constantemente, e nos círculos ortodoxos acabou sendo conhecido pelo sobrenome de "Açajide" (que significa aquele que se prostrava habitualmente). Alegadamente foi pai de mais de vinte filhos do sexo masculino durante sua estada em Humaima. Seu filho mais proeminente foi Maomé, que se tornou uma das principais figuras da causa abássida e pai dos futuros califas Açafá e Almançor. Outros de seus descendentes, incluindo Issa, Daúde, Solimão, Abedal Samade, Sale, Ismail e Abedalá, que foram participantes ativos na Revolução Abássida, e vários deles continuaram a desempenhar um papel proeminente nas primeiras décadas do Califado Abássida.